# Avessé
Avessé ist eine französische Gemeinde mit 335 Einwohnern (Stand: 1. Januar 2022) im Département Sarthe in der Region Pays de la Loire. Die Gemeinde gehört zum Arrondissement La Flèche und zum Kanton Loué. Die Einwohner werden Avesséens und Avesséennes genannt.

## Geografie
Avessé liegt etwa 29 Kilometer westsüdwestlich von Le Mans am Vègre. Umgeben wird Avessé von den Nachbargemeinden Saint-Denis-d’Orques im Norden, Brûlon im Osten und Nordosten, Chevillé im Osten und Südosten, Poillé-sur-Vègre im Süden, Cossé-en-Champagne im Westen sowie Viré-en-Champagne im Westen und Nordwesten.

## Bevölkerungsentwicklung
| 1962                       | 1968 | 1975 | 1982 | 1990 | 1999 | 2006 | 2013 | 2020 |
| -------------------------- | ---- | ---- | ---- | ---- | ---- | ---- | ---- | ---- |
| 444                        | 401  | 363  | 319  | 282  | 306  | 362  | 372  | 363  |
| Quellen: Cassini und INSEE |      |      |      |      |      |      |      |      |

## Sehenswürdigkeiten
- Kirche Saint-Gilles
- Schloss Martigné aus dem 15. Jahrhundert, seit 1990 als Monument historique eingeschrieben

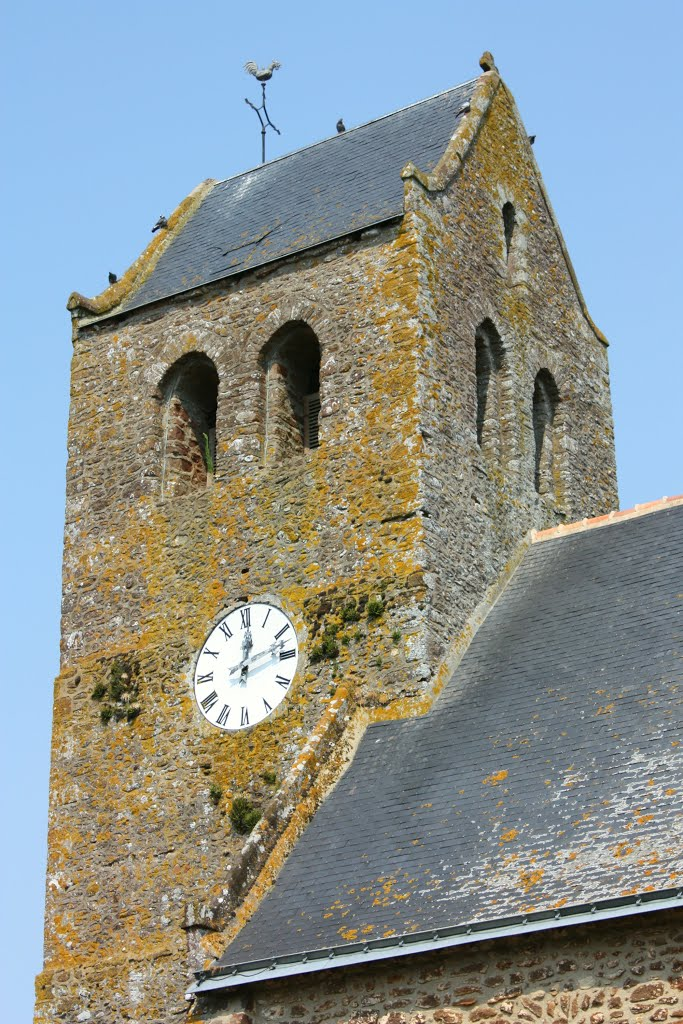
Kirche Saint-Gilles
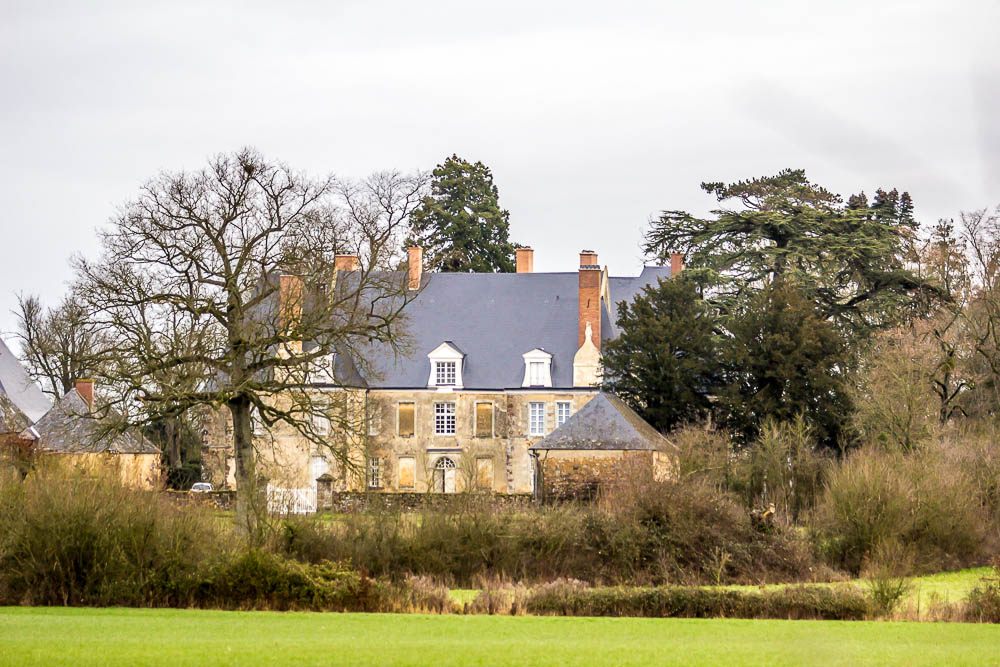
Schloss Martigné